# Miedziowiec

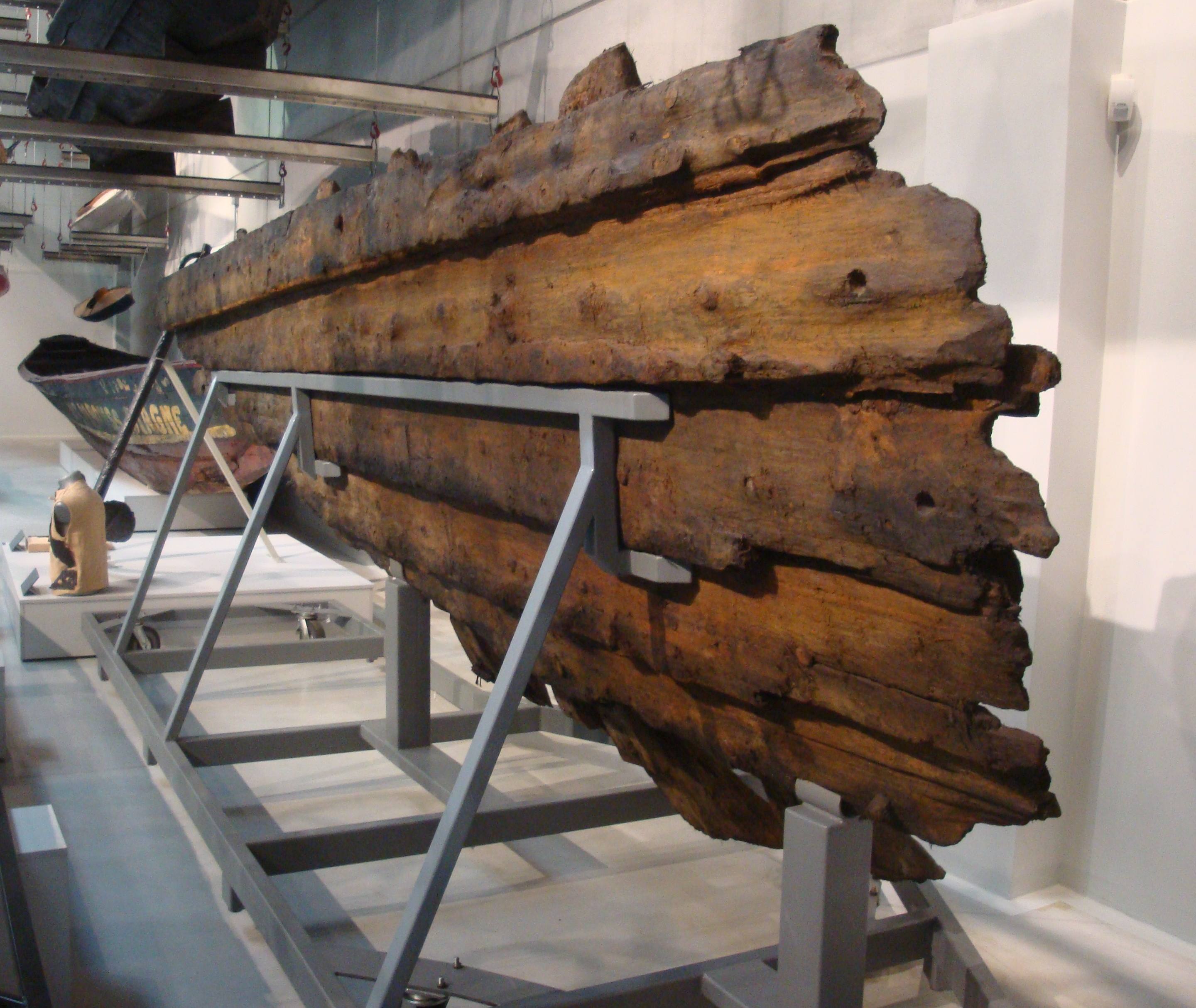
Fragment burty Miedziowca w Centrum Konserwacji Wraków Statków w Tczewie

Miedziowiec (W-5) – wrak statku handlowego typu holk odnaleziony w Zatoce Gdańskiej, cenne stanowisko archeologiczne ze względu na zachowanie dużej ilości ładunku z początku XV wieku. Nazwę zawdzięcza kawałkom miedzi znalezionym na wraku przy jego odkryciu.
Wrak odkryto w 1969 roku, a prace archeologiczne przy nim trwały (z przerwami) od 1970 do 2011 roku; podczas głównych wykopalisk w latach 70. XX wieku podniesiono znaczną część ładunku, a także fragmenty konstrukcji kadłuba, w tym całą stępkę. Badania znalezisk wykazały, że był to żaglowiec zbudowany metodą skorupową z dębiny, który został zniszczony przez pożar, w związku z czym większość kadłuba nie zachowała się. Przetrwała natomiast znaczna część ładunku, m.in. dzięki temu, że wieziona na statku smoła roztopiła się i zalała wrak. Pod tą chroniącą przed niszczącym wpływem słonej morskiej wody powłoką przetrwały wlewki miedziane, żelazo w sztabach, płaskownikach i bryłkach przewożonych w beczkach, deski drewniane, wosk, a także wiele drobnych przedmiotów należących do wyposażenia statku i jego załogi.

## Odkrycie
W latach 60. XX wieku dyrektor Muzeum Morskiego w Gdańsku, Przemysław Smolarek, próbował rozwinąć w Polsce archeologię podwodną, lecz do przekonania władz o potrzebie przeznaczenia funduszy na takie działania brakowało mu obiecujących obiektów do badań. Dlatego zbierał informacje o wrakach w pobliżu polskich brzegów, pozyskując je od rybaków i służb hydrograficznych.
W 1969 roku jednostki Urzędu Morskiego w Gdyni i Polskiego Ratownictwa Okrętowego prowadziły badania dna w okolicach powstającego Portu Północnego. Latem natrafiono na wrak, z którego wydobyto plastry miedzi (początkowo nurkowie sądzili, że to złoto) i kamienne kule. Miedź została sprzedana na złom, gdzie zauważył ją Andrzej Benesz, który – zorientowawszy się w istotności znaleziska – poinformował Smolarka. 7 marca 1970 roku o odkryciu powiadomiono Urząd Morski, który 18 marca wydał decyzję uznającą znalezisko za zabytek i przekazującą je bezpłatnie do Muzeum Morskiego.

## Eksploracja wraku
Pierwsze badania wraku przeprowadzono w maju 1971 roku. W ciągu trzech dni nurkowych płetwonurkowie z klubu LOK oraz asystenci muzealni pod kierownictwem P. Smolarka wykonali wstępne pomiary i szkice oraz próbowali odkryć ładunek. Stwierdzono, że wrak ma postać owalnej bryły o długości około 16 metrów, szerokości około 6 metrów i maksymalnej wysokości 1,2 metra, leżącej w kierunku 160–340° na głębokości około 14 metrów. Wrak przykrywała twarda skorupa ze smoły drzewnej zmieszanej z piaskiem oraz skorodowanym ładunkiem. Dostrzeżono wystające ze skorupy elementy konstrukcji statku, a po wyłamaniu kawałków skorupy znaleziono fragmenty beczek. W wyniku tych prac uznano wrak za cenny i wart dalszego zbadania.
W 1972 roku przeprowadzono 13 dni nurkowań z udziałem nurków-amatorów z LOK, wykonano dokładniejszą inwentaryzację oraz sporządzono plany warstwicowe i przekroje. Za pomocą prądownic oraz eżektorów rozpoczęto odsłanianie znaleziska. We wrześniu wydobyto pierwsze przedmioty (nie licząc wydobytych przez nurków zaraz po odkryciu wraku), które katalogowano i przekazywano odpowiednim działom Muzeum.
W 1973 roku przepracowano przy wraku 14 dni nurkowych, odkrywając większe ilości dobrze zachowanego ładunku (beczki). Ponieważ pracownie konserwatorskie zajęte były konserwacją przedmiotów wydobytych w poprzednim roku, w 1973 przedmiotów znalezionych na wraku nie wyciągano na powierzchnię, lecz przechowywano na dnie, obok wraku
Podczas pierwszego nurkowania w roku 1974 stwierdzono, że wrak został poważnie uszkodzony przez łańcuch kotwiczny jednostki kotwiczącej w pobliżu (wrak znajdował się na kotwicowisku dla statków oczekujących na wejście do portu w Gdańsku). Oznaczenie miejsca wraku za pomocą pławy uznano za niewystarczające i podjęto decyzję o podjęciu działań o charakterze ratowniczym, zmierzających do wydobycia wraku oraz jego zawartości na powierzchnię. Zbiegło się to ze zwiększeniem możliwości Centralnego Muzeum Morskiego, które uzyskało nowe pomieszczenia w Bramie Żuławskiej oraz zwiększyło liczbę personelu (z własną ekipą nurków). Badano wnętrze wraku odsłonięte przez zniszczenia dokonane łańcuchem kotwicznym, wykonywano podkopy eżektorem, odsłaniając stępkę oraz dziobnicę. Przy badaniach używano też kabiny Meduza II, z której prowadzono dokumentację filmową.
W roku 1975 przygotowywano wrak do podniesienia, jednocześnie kontynuując badania archeologiczne oraz wydobywając pojedyncze przedmioty i mniejsze części wraku. Wydobyte elementy składowano na zaadaptowanej barce, gdzie przygotowano powierzchnię do składowania ze starych opon i worków z piaskiem oraz osłonę z brezentu i system zraszania, pozwalający utrzymywać eksponaty w odpowiedniej wilgotności.

## Wydobycie wraku
Na przełomie lat 1974 i 1975 opracowywano koncepcje podniesienia i zabezpieczenia wraku. Praca ta była niewykonalna dla Muzeum, które dysponowało tylko małymi jednostkami pływającymi. Po uzgodnieniach z przedsiębiorstwami i władzami państwowymi podniesienie wraku zlecono Polskiemu Ratownictwu Okrętowemu (PRO). Projekt, opracowany w lipcu 1975 roku przez kpt. ż.w. Witolda Poinca zakładał podniesienie wraku na pasach przeciągniętych pod nim i złożenie go na barce. Koszt operacji oszacowano na 1 160 tysięcy złotych. Sumę taką uznano prawdopodobnie za zbyt wysoką i zwrócono się do dowództwa Marynarki Wojennej z prośbą o pomoc. Dzięki zaangażowaniu Ludwika Janczyszyna zdecydowano, że podniesienia wraku dokona służba ratownicza Marynarki Wojennej w ramach ćwiczeń. Specjaliści z Marynarki opracowali swoją metodę podniesienia.
18 września 1975 roku okręt ratowniczy R-21 rozpoczął podnoszenie większych elementów konstrukcji oraz brył ładunku zbyt ciężkich dla bomów jednostek należących do Muzeum. W październiku żuraw pływający należący do Marynarki Wojennej podniósł ostatnie duże elementy wraku. Następnie zostały one przetransportowane na barkę, gdzie z pomocą szkutników ze Stoczni Jachtowej rozebrano je na części, które wiązano linami i zatapiano w Motławie (niektóre z nich wydobyto z rzeki w 1996 roku). Po uporządkowaniu i skatalogowaniu wydobytych przedmiotów nurkowie z Muzeum oraz Marynarki Wojennej ponownie schodzili na miejsce, w którym znaleziono wrak, wydobywając pozostałe, mniejsze przedmioty
W lipcu i sierpniu 1976 roku wydobywano pozostałe na dnie kawałki kadłuba i drobne przedmioty. Zdemontowano też używaną wcześniej siatkę pomiarową. 11 sierpnia odbyło się ostatnie nurkowanie, po czym przez następnych 5 lat Muzeum skoncentrowało się na badaniach wraku „Solena” (W-6), leżącego w odległości kilku kabli od Miedziowca.
Na stanowisko powrócono w lipcu 1981 roku. Po początkowych kłopotach ze zlokalizowaniem pozycji wraku wykorzystano dane użyte przy stawianiu boi wrakowej 9 lat wcześniej. Miejsce, gdzie leżał wrak, spenetrowano, znajdując bryły ładunku sklejonego smołą, beczki, wlewki miedziane i wiązki żelaza. Część z nich odpadła od elementów podnoszonych w roku 1975. 30 lipca stwierdzono, że zebrano wszystko, co pozostało z wraku, i badania na miejscu uznano za zakończone.
W latach 2011 i 2012, w związku z planowanym przez Centralne Muzeum Morskie wydaniem monografii na temat Miedziowca, przeprowadzono kolejne badania miejsca. Tym razem zastosowano nowoczesne metody poszukiwawcze: skaner sonarowy, magnetometr, wykrywacz metalu i GPS. Za pomocą płuczek wodnych i eżektorów robiono wykopy sondażowe i odkopywano znalezione przedmioty. Wydobyto jeszcze kilkanaście przedmiotów.
Ze stanowiska wraku wydobyto ogółem 2634 obiekty.
Szacuje się, że wydobyto części wraku stanowiące 20–25% konstrukcji statku oraz 26 ton towarów (1361,6 kg wlewek miedzi, 10 458 kg sztab żelaznych, 1870 kg płaskowników żelaznych, 10 kg wosku, 883,2 kg klepek długich, 364,5 kg klepek krótkich, 6600 kg żelaza w beczkach, 2250 kg smoły z potażem w beczkach oraz 150 beczek o nieokreślonej zawartości, co stanowi ok. 25% oszacowanej nośności statku).

## Badania i konserwacja

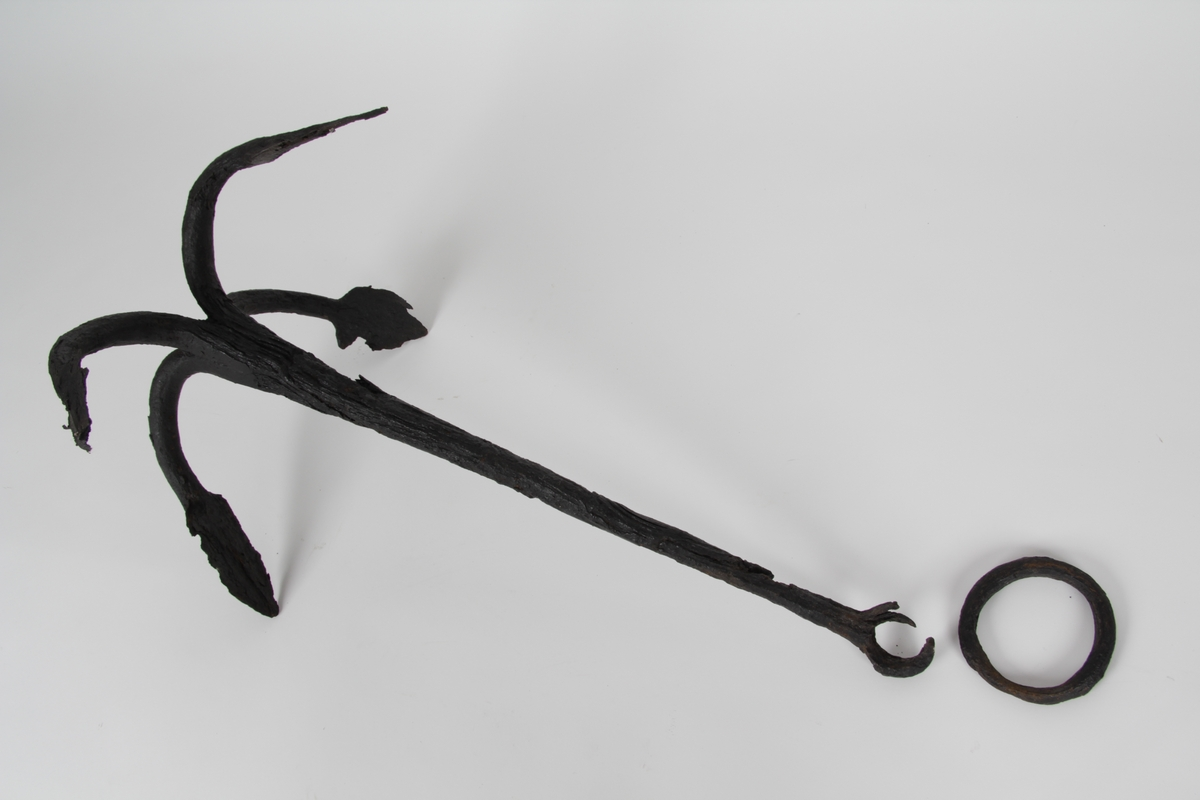
Kotwica czteroramienna z wraku W-5

Analizując wygląd i ułożenie wraku oraz ładunek stwierdzono, że statek zatonął wskutek pożaru, który wybuchł wkrótce po wyjściu z portu w Gdańsku. Statek tonął z przegłębieniem na rufę i przechyłem na prawą burtę, tak też uderzył o dno, mechanicznie niszcząc strefę uderzenia. Pochodząca z ładunku smoła drzewna, roztopiona wskutek pożaru, zalała część wraku, tworząc skorupę, która chroniła znajdujące się pod nią elementy przed zniszczeniem. Lewa burta, wystająca ponad skorupę ze smoły, uległa prawie całkowitemu zniszczeniu na skutek korozji biologicznej, działania fal i prądów morskich, a także sieci rybackich i przepływających statków.
W latach 70. XX wieku przeprowadzono datowanie radiowęglowe materiałów z kadłuba wraku oraz ładunku, które określiło najbardziej prawdopodobny czas budowy statku na ostatnią dekadę XIV wieku, a najbardziej prawdopodobną datę zatonięcia na trzecią dekadę XV wieku.
W latach 90. XX wieku i na początku XXI wieku przeprowadzono (dwukrotnie) datowanie dendrochronologiczne drewna z konstrukcji statku oraz drewna pochodzącego z ładunku. Stwierdzono, że drzewa użyte do budowy statku ścięto w latach 1398 i 1399. Ponieważ ówcześni szkutnicy wykorzystywali drewno świeże (ze względu na łatwość kształtowania), zakłada się, że statek zbudowano w roku 1400. Stwierdzono też, że drewno pochodziło z Pomorza Gdańskiego i obecnych terenów północno-wschodniej Polski (Warmia i Mazury). Do budowy statku użyto głównie dębiny z dębu szypułkowego, jak i bezszypułkowego.
Analiza dendrochronologiczna drewna pochodzącego z klepek oraz długich desek (wańczosu) pozwoliła na stwierdzenie, że zostały one pozyskane w latach 1403–1407, beczki zaś pochodzą z ostatniej dekady XIV i pierwszych lat XV wieku. Nie znaleziono drewna ściętego po 1407 roku. Biorąc pod uwagę czas potrzebny na transport i załadunek, można stwierdzić, że statek zatonął wiosną 1408. Ładunek statku pochodził z dorzecza Wisły, a w mniejszej części także z Wielkopolski i Dolnego Śląska.

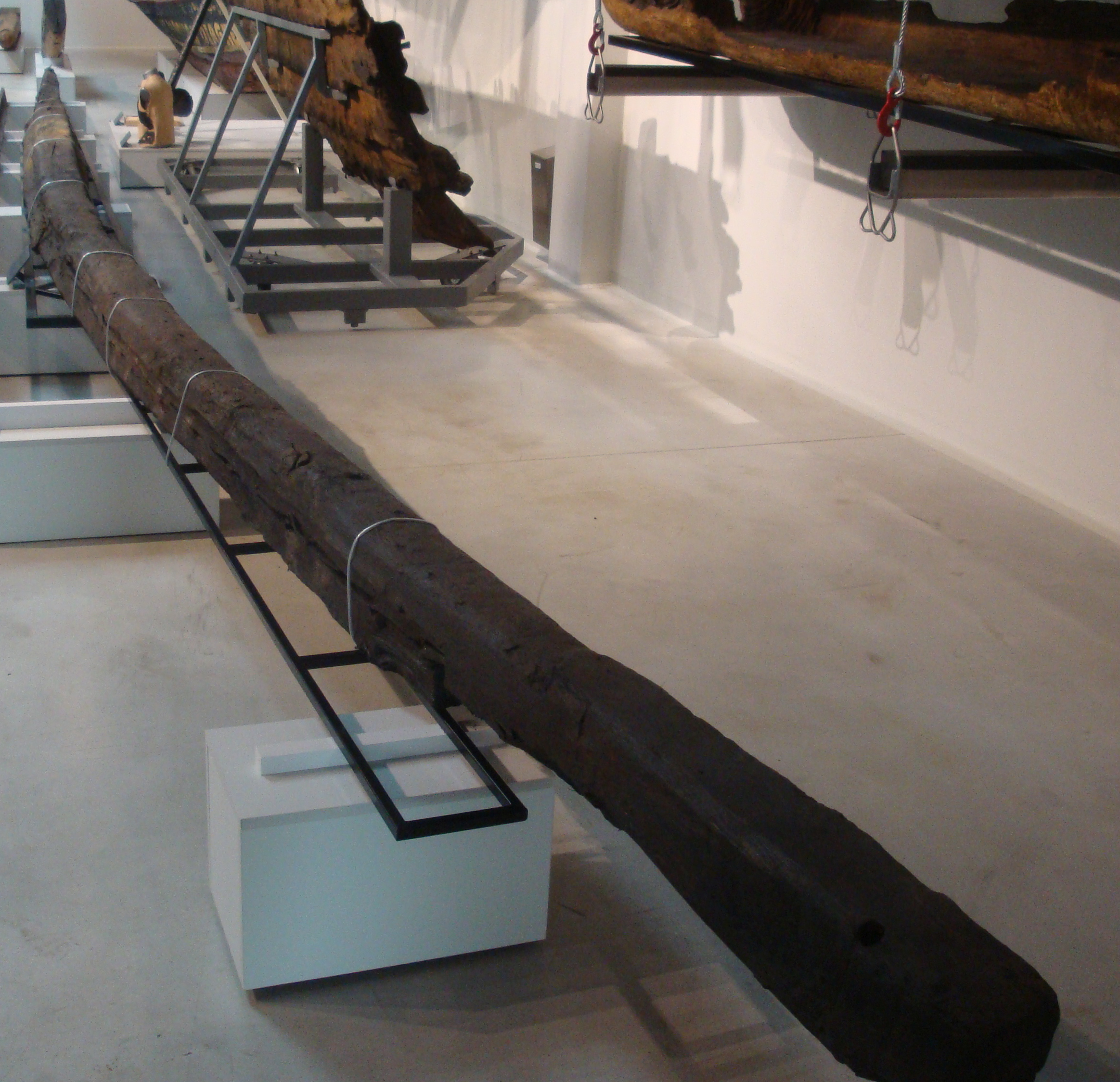
Zachowana część stępki „Miedziowca”

Konserwacja drewnaDrewno po wydobyciu z wody należało natychmiast poddać konserwacji. Duże fragmenty (stępka o długości 11 metrów, tylnica oraz fragment burty) zostały zanurzone w Motławie, bowiem muzeum nie dysponowało miejscem do przeprowadzenia konserwacji tak dużych obiektów. Mniejsze obiekty były zanurzane w wodzie, większe skrapiano wodą i przykrywano folią, aby zapewnić im odpowiednią wilgotność. Tak zabezpieczone elementy poddawano pierwszym badaniom i opisowi przed konserwacją (ważenie, mierzenie, opis stanu obiektu). Następnie czyszczono mechanicznie (szczotkami i skrobakami) z mułu, piasku, rdzy, omułków i smoły. Przy czyszczeniu niektórych elementów użyto terpentyny i benzyny do usunięcia smoły. Zadecydowano, że dobrze zachowane drewno będzie powoli suszone, a w czasie suszenia powierzchniowo nasycane mieszaniną terpentyny i oleju lnianego. Nasycanie prowadzono przez częste smarowanie mieszaniną za pomocą pędzla. Spolimeryzowaną warstwę oleju, pojawiającą się na powierzchni usuwano przez podgrzanie lampą lutowniczą i zbieranie gąbką. Konserwowanie olejem stosowano do lat 80. XX wieku. Później zaniechano stosowania tej metody, gdyż jest nieodwracalna, co sprzeczne jest z etyką konserwatorską. Następną metodą było stosowanie glikolu polietylenowego (PEG). Roztworami PEG, o stężeniu od 10% (na początku) do 30% (przy końcu procesu) smarowano lub opryskiwano zabezpieczane elementy początkowo 2 razy dziennie (przez pierwsze 6 miesięcy), później raz dziennie, a w końcu co dwa dni. Po każdym smarowaniu lub oprysku, konserwowany element zawijano w folię. Do części elementów zastosowano zanurzanie w podgrzewanym (50–60 °C) roztworze PEG co przyśpieszało proces. Aby zapobiec niszczeniu drewna przez grzyby i bakterie, do roztworów dodawano środki biobójcze. Następnie elementy poddawano kilkuletniemu, powolnemu suszeniu, kontrolując ich wilgotność przez pobieranie próbek za pomocą świdra Presslera. Część nadstępki konserwowano metodą cukrową, przez impregnację drewna roztworem sacharozy o stężeniu 5–55%, trwającą kilka miesięcy, a następnie suszeniu przez rok.
Konserwacja kościZ wraku podniesiono 6 fragmentów kości zwierzęcych. Za pomocą alkoholu oczyszczono je ze smoły, a kwasem szczawiowym usunięto związki żelaziste. Kości następnie wybielono wodą utlenioną i wzmocniono nasycając alkoholowym roztworem polioctanu winylu.
Konserwacja tkaninyWydobyty z wraku kawałek tkaniny oczyszczono ze smoły za pomocą rozpuszczalników i odługowanego mydła. Przebarwienia żelaziste usunięto kwasem cytrynowym. Tkaninę wybielono przez kąpiel w roztworze chloraminy B i zakonserwowano, nasączając roztworem alkoholowym paraloidu B82 z dodatkiem gliceryny.
Konserwacja wyrobów skórzanychTrzy znalezione na wraku skórzane fragmenty obuwia oczyszczono rozpuszczalnikami ze smoły i nasączono wodnym roztworem gliceryny z dodatkiem środków biobójczych.
Konserwacja elementów roślinnychWśród znalezisk znalazły się małe ilości czosnku, cebuli, a także skorupki orzecha oraz nasiona bobiku. Zakonserwowano je przez przesączenie roztworem PEG.
Konserwacja elementów metalowychPrzedmioty metalowe były myte wodą i rozpuszczalnikami (dla usunięcia smoły). Następnie mechanicznie usuwano omułki i narośle. Po tym przedmioty były badane i dla każdego określano metodę konserwacji, w zależności od materiału, stopnia zniszczenia i zagrożeń. Najczęściej najważniejszym zadaniem było usunięcie chlorków, co przeprowadzano przez neutralizację w wodnym roztworze siarczynu sodu i wodorotlenku sodu, bez dostępu tlenu atmosferycznego. Innymi metodami były: Jonoforeza, stosowanie wodorotlenku litu w alkoholu, długotrwałe kąpiele w wodnym roztworze węglanu sodowego i kwaśnego węglanu sodowego. Elementy oczyszczone z korozji pokrywano warstwą ochronną wosku krystalicznego lub tworzyw sztucznych (np. paraloidu). Obiekty metalowe bardzo mocno skorodowane, w których nie zachował się zdrowy rdzeń, stabilizowano, nasączając woskami lub żywicami syntetycznymi.

## Konstrukcja statku
Ze względu na zniszczenia, zachowało się ok. 25% konstrukcji statku. Z zachowanych fragmentów szacuje się, że był to holk długości ok. 24 m i nośności rzędu 100 łasztów (ok. 200 ton). Zbudowany z początkiem XV w. statek był prawdopodobnie jednym z ostatnich budowanych techniką skorupową, która w owym czasie wychodziła już z użycia. Technika ta polegała na tym, że wpierw konstruowano „trzon” jednostki z dziobnicy, stępki i tylnicy, a następnie wykonywano poszycie zakładkowe (czyli z klepek nachodzących na siebie). Do takiej skorupy następnie wpasowywano wewnętrzne elementy usztywniające (wręgi, wzdłużniki, nadstępkę itp.). Klepki połączone były żelaznymi nitami, a poszycie przytwierdzone do wręg i denników – kołkami drewnianymi.

## Ładunek

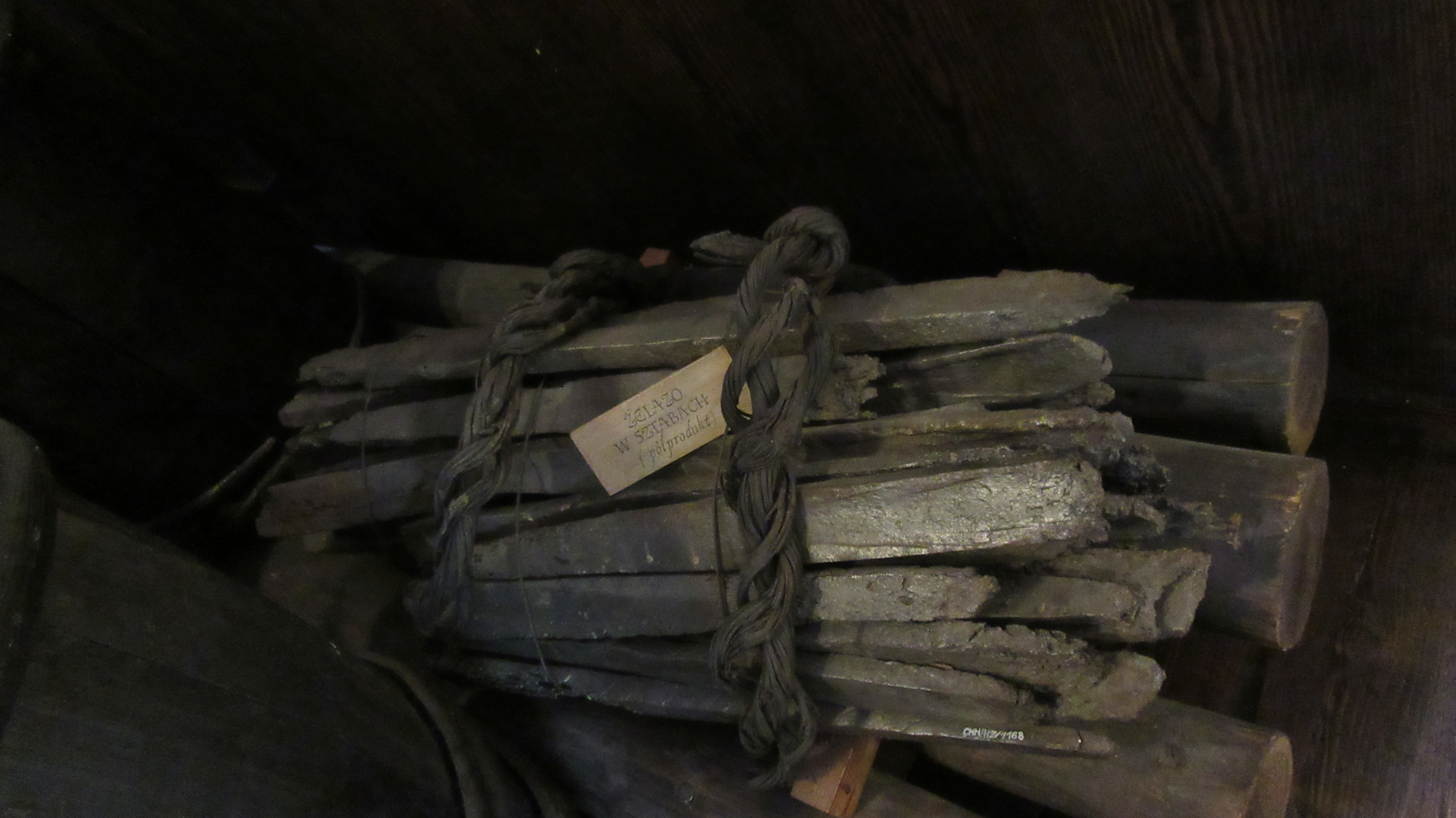
Wiązka sztab żelaznych

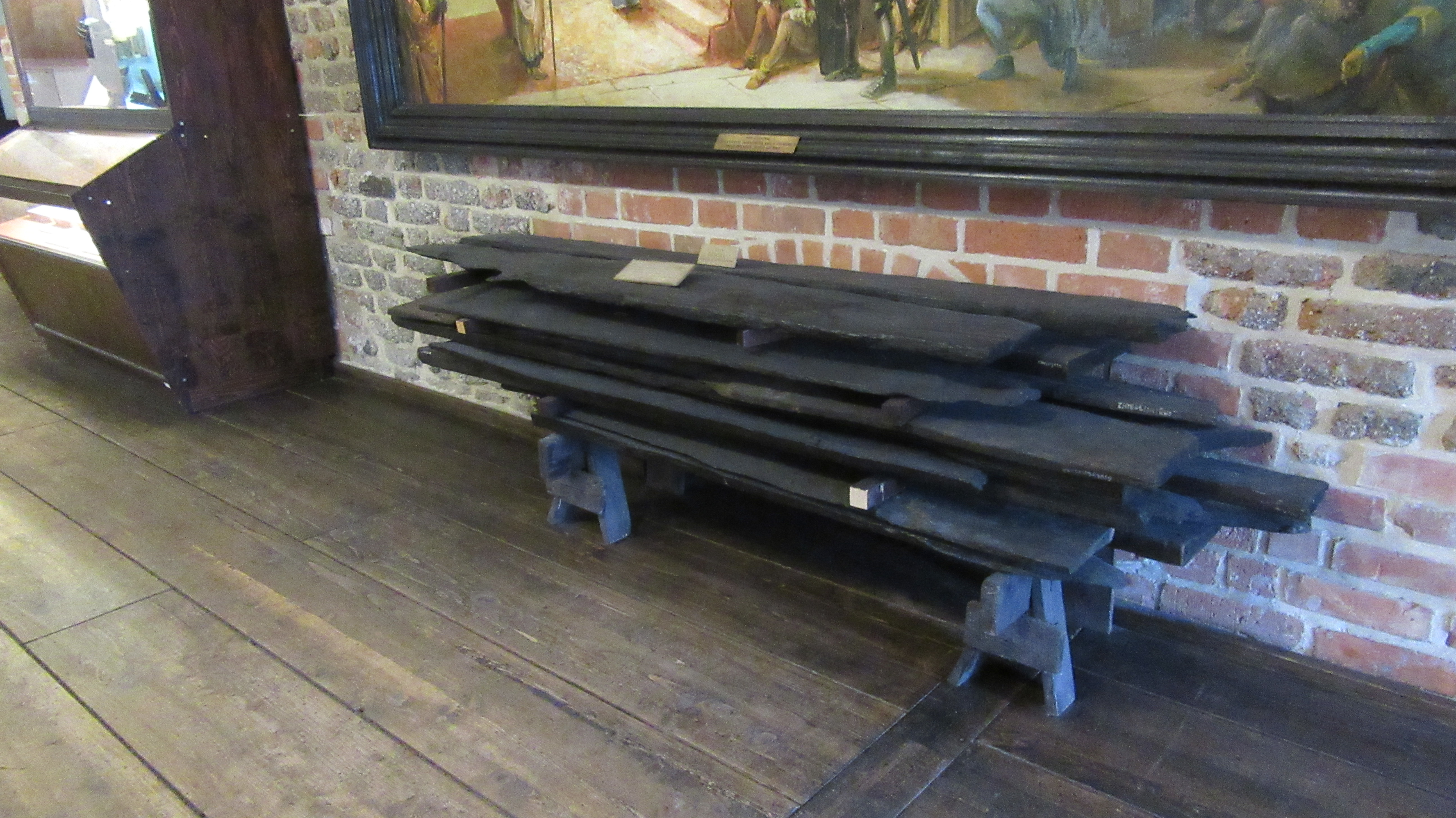
Wańczos

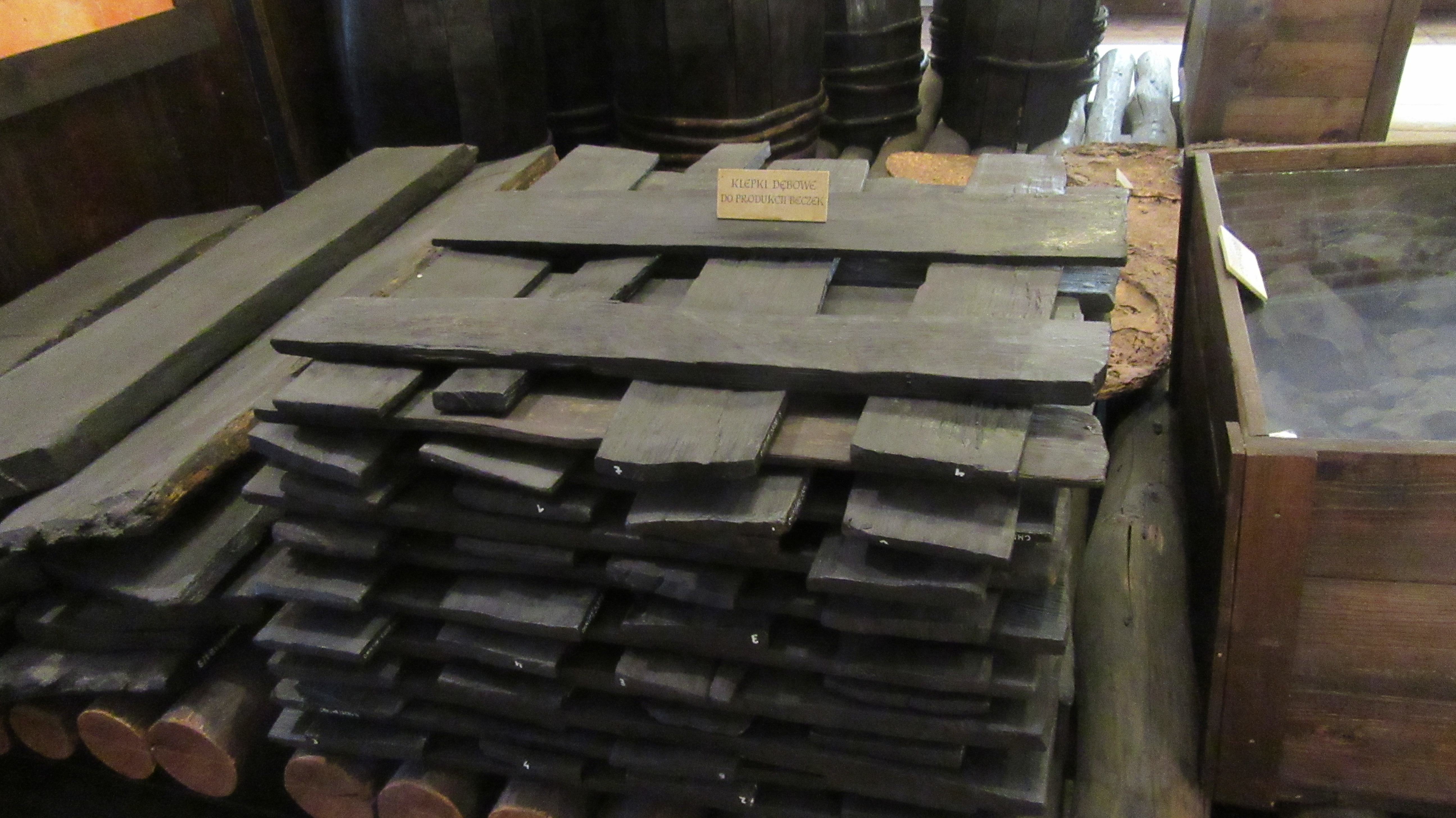
Klepki

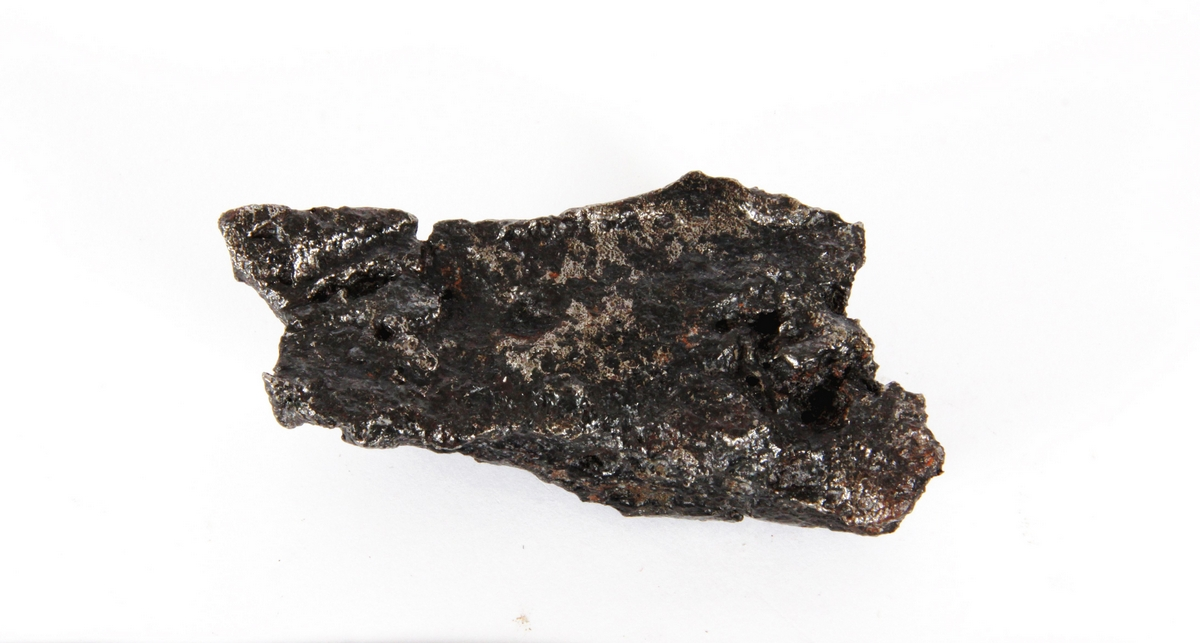
Osmund

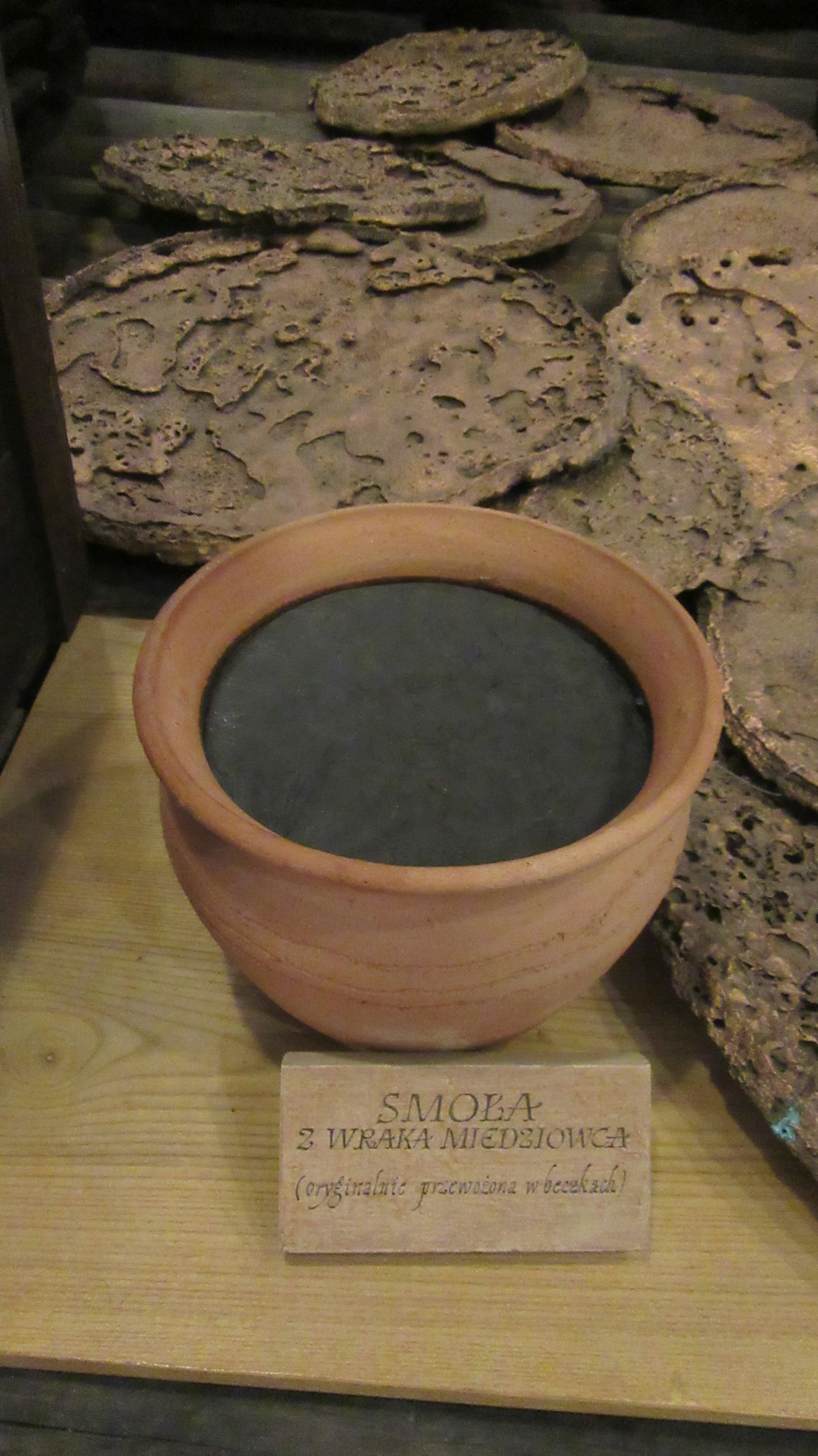
Próbka smoły

Ładunek znaleziony na statku potwierdza wiedzę ze źródeł pisanych o towarach eksportowanych z Gdańska w owych czasach. Zasztauowany był w mieszanych grupach, prawdopodobnie według przynależności do poszczególnych kupców. Do mocowania użyto klinów sztauerskich.

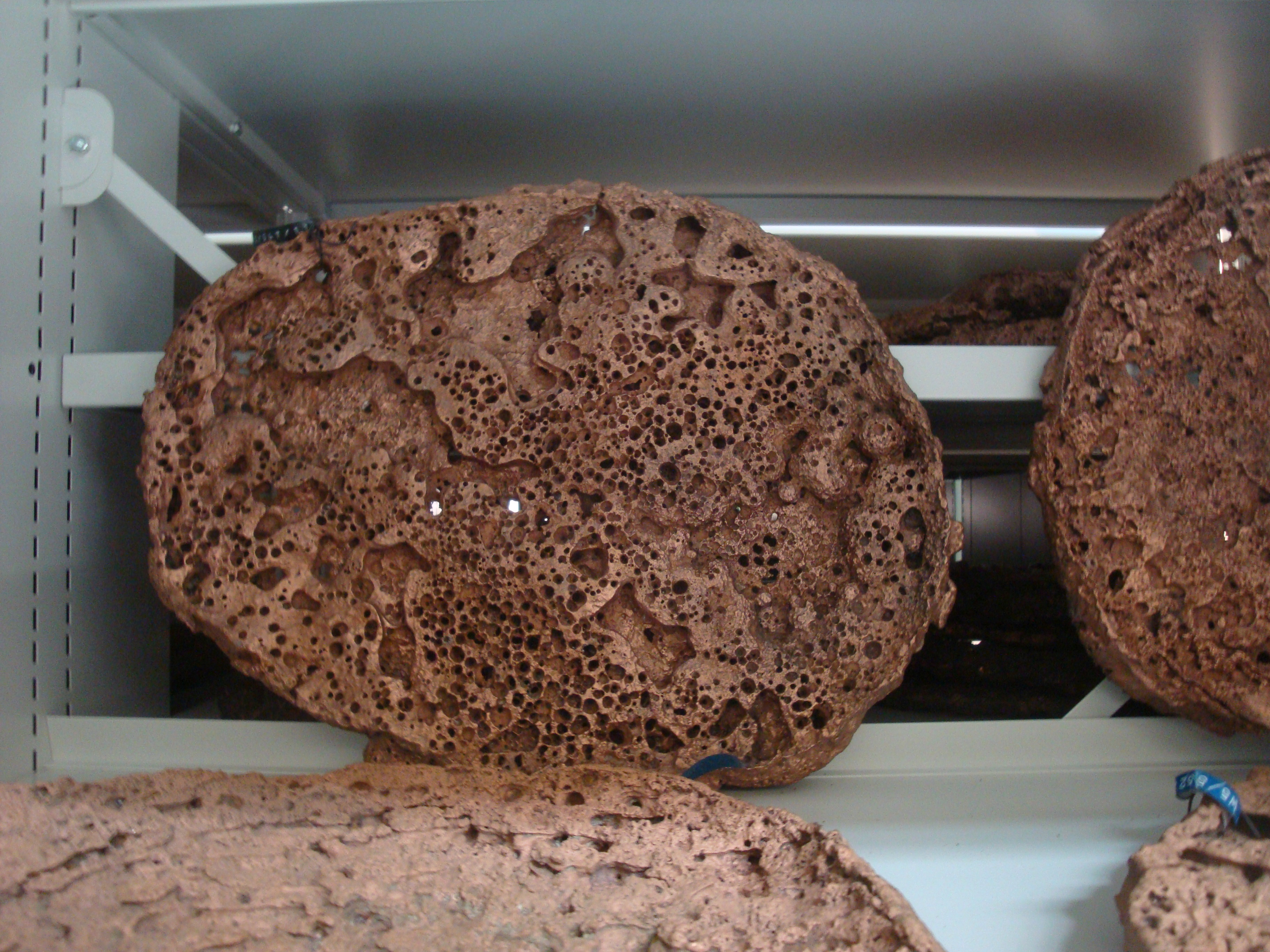
Wlewki miedziane

MiedźZe stanowiska wydobyto co najmniej 226 wlewek miedzi w postaci okrągłych lub owalnych plastrów o rozmiarach rzędu 20–60 cm i masie od 1,65 do 17,6 kg. Średnia masa wlewki wyniosła 6 kg. Miedź jest dobrej jakości (bez zanieczyszczeń). Przypuszcza się, że pochodzi z okolic Bańskiej Bystrzycy w dzisiejszej Słowacji (wówczas było to Królestwo Węgier). Wlewki miedziane były zasztauowane w kilku miejscach na statku, w kolumnach o wysokości do 10 sztuk, między beczkami z innymi towarami.
Sztaby żelazneNa wraku odkryto 62 wiązki sztab żelaznych oraz 63 sztaby luzem. Sztaby mają przekrój prostokątny, zwężając się ku końcowi. Grubszy koniec ma wymiary ok. 5 × 1,7 cm, cieńszy odpowiednio 2 × 1 cm. Długość sztab wynosi ok. 50–60 cm. Masa jednej sztabki wynosi ok. 2 kg. Sztaby wiązane były w wiązki dwiema obejmami z łyka. Pod obejmy włożono klepki dębowe z gmerkami. Badania składu przeprowadzone w 1976 wskazały na wielokrotne hartowanie i przekuwanie żelaza, przez co było ono wysokiej jakości. Skład sugerował, że pochodzi ono z rud limonitowych, co miało wskazywać na pochodzenie z terenów Polski. Obecnie jest to podważane, gdyż produkcja żelaza w Polsce zaspokajała tylko potrzeby miejscowe i nie było ono eksportowane.
Płaskowniki żelaznePłaskowniki żelazne o szerokości 46–52 mm, grubości 10 mm i długości 75–93 cm były powiązane za pomocą żelaznej taśmy w wiązki o średniej masie 170 kg. Takich wiązek prawdopodobnie było 11. Mocno skorodowane, nie zostały jeszcze (2014) dokładnie zbadane i nie jest znane ich przeznaczenie.
WańczosZ wraku wydobyto 96 sztuk desek o długości od 185 do 252 cm i szerokości od 18,5 do 30,5 cm. Deski te są klinowe w przekroju, mają grubość od 1,5 do 3 cm na cieńszym końcu i 4–6 cm na grubszym. Sporządzone starannie z bardzo dobrej dębiny (bez sęków i rdzenia). Deski te pochodzą prawdopodobnie z dorzecza Niemna. Niektóre zostały przycięte na długość 85–180 cm, przypuszczalnie w celu wpasowania ich w wolne miejsca między wzmocnieniami kadłuba statku.
KlepkiMniejsze klepki dębowe, o długości 54–85,7 cm, szerokości od 7 do 17,3 cm i grubości od 1,3 do 3 cm prawdopodobnie były materiałem na klepki do produkcji beczek. Z wraku podniesiono 243 sztuki, o średniej masie 1,7 kg.
Materiał roślinnyNa wraku znaleziono 5 wiązek surowca roślinnego, w pęczkach o długości 23–28 cm i średnicy 14–17 cm. Udało się zakonserwować jedną wiązkę, ale jej stan nie pozwala na określenie materiału. Możliwe, że były to pakuły do napraw statku lub część ładunku znajdującego się na przodzie statku, który uległ spaleniu.
WoskW środkowej części kadłuba znaleziono 40 bryłek wosku o łącznej masie ok. 10 kg. Wosk (przeznaczony między innymi na świece) był cennym towarem eksportowanym ze wschodu Królestwa Polskiego oraz Rusi.
Żelazo w beczkachWydobyto 44 beczki z bryłkami żelaza, które sklasyfikowano jako osmund – półprodukt z hutnictwa (fryszerka), który należało przekuć. Żelazo miało postać bryłek o średniej wielkości 80 × 41 × 27 mm. Wiele takich bryłek odkryto luzem w piasku oraz w skorupie smolnej. Beczki, w których znajdowało się żelazo zostały zrobione z drewna pochodzącego z wielu miejsc, najprawdopodobniej w Gdańsku, lecz pochodzenie żelaza jest nieznane. Możliwe, że pochodzi z terenów Szwecji albo Słowacji. Beczki z żelazem nie musiały być szczelne. Miały kształt cylindryczny, wysokość 67–80 cm i średnicę denka 26–34 cm. Waga beczki z żelazem wynosiła ok. 150 kg.
Smoła drzewnaSmoła drzewna była transportowana w szczelnych beczkach o pojemności 69 do 90 litrów z dębiny opasanej leszczynowymi obejmami. Znaleziono 15 takich beczek, prawdopodobnie wykonanych w Gdańsku.
PotażWedług jednej z notatek polowych, w jednej beczce przewożony był potaż. Nie ma możliwości potwierdzenia tego faktu, gdyż beczka po konserwacji została użyta do rekonstrukcji innych beczek.